# 중국계 캄보디아인
중국계 캄보디아인(크메르어: ខ្មែរកាត់ចិន; 중국어: 柬埔寨華人)은 캄보디아 화교라고도 불리며 캄보디아의 중국계 후손이다. 크메르어 용어 크메르 캣 첸(크메르어: ខ្មែរកាត់ចិន)은 중국인과 크메르인이 혼혈인 사람들을 위해 사용되며, 첸 크메르(크메르어: ចិនខ្មែរ)는 중국 출신의 조상을 가진 캄보디아 태생의 시민을 의미한다. 크메르인은 캄보디아에서 가장 큰 민족으로, 첸은 "중국인"을 의미한다. 인도차이나를 정기적으로 방문했던 사절, 상인, 여행자, 외교관 등 중국인들과의 접촉은 공통의 시대가 시작된 이래 확실히 존재했다. 그러나 캄보디아의 한족 공동체에 대한 최초의 기록은 13세기로 거슬러 올라간다. 한 세기에 걸친 정착촌 역사의 결과로 한족과 크메르족의 혼혈인이 인구의 상당 부분을 차지한다.
중국계 캄보디아인들도 캄보디아의 사업 분야에서 주도적인 역할을 하고 있으며 오늘날 캄보디아 경제를 지배하고 있다. 게다가 캄보디아-한족 화교들은 많은 고위 정부 관료들과 일부 한족 혈통을 가진 정치 엘리트들로 캄보디아의 정치 현장에서 강한 영향력을 가지고 있다.

## 인구 통계
2013년 캄보디아 정부의 기획부 통계에 따르면, 캄보디아 전체 인구 1,500만 명 중 0.1%에 해당하는 약 15,000명이 중국인으로 확인되었다. 1년 후, 프놈펜의 중국 협회들은 약 70만 명의 캄보디아인들이 적어도 일부 중국계 혈통을 가지고 있다고 추정한다. 1962년에 실시된 정부 인구 조사에 따르면 163,000명의 캄보디아 국민이 중국인으로 등록되어 있으며, 이는 캄보디아 인구의 3%에 달한다. ECCC는 노로돔 시아누크 당시 왕세자가 1965년 캄보디아에 30만~43만5000명의 중국인으로 추산한 반면, CIA는 1975년 약 44만4000명의 중국인이 있는 것으로 추정했다고 밝혔다. 1961년 윌리엄 윌모트가 실시한 대학 현장 연구는 캄보디아에 42만 5천 명의 중국인이 있다는 것을 발견했는데, 이는 당시 전체 인구의 약 7.4%를 차지한다. 윌모트는 캄보디아 시민권을 얻은 일부 중국인이나 혼인을 통해 크메르 사회에 동화된 중국 후손들이 정부 인구조사에서 크메르로 확인되는 경향이 있다고 지적했다. 1960년대 후반에서 1970년대 초반까지 약 425,000명의 중국계 캄보디아인이 캄보디아에서 가장 큰 소수 민족을 대표했다. 그러나 이 숫자는 1984년까지 61,400명으로 떨어졌다. 이러한 급속한 감소는 전쟁, 경제 침체, 크메르 루주 시대, 그리고 다른 정권의 기간들이 대량 이민을 야기한 것과 같은 원인의 축적에 기인한다.
2004년부터 2008년까지의 공식 인구조사에 따르면 중국인은 전체 도시 인구의 0.3%를 차지하며 대부분 프놈펜에 집중되어 있는 반면, 중국인은 2004년부터 2013년까지 전체 농촌 인구의 0.0%에서 0.1% 사이를 변동했다. 1963년 윌모트가 캄보디아 도시와 농촌에서 중국인을 연구한 결과 중국인의 59%가 도시와 마을에 살고 41%가 시골에 살고 있었다. 프놈펜의 중국 인구는 135,000명으로 도시 전체 인구의 약 3분의 1(33.5%)이다.

## 언어
많은 중국계 캄보디아 가정들은 만다린어가 점점 더 해외 중국인 비즈니스 커뮤니티의 주요 비즈니스 언어가 되고 있기 때문에 그들의 자녀들에게 중국어를 배우게 한다. 한 가지 주요 요인은 중국의 세계적인 경제적 중요성의 상승과 많은 중국 캄보디아 사업가들은 만다린어를 캄보디아와 중국 본토 사이의 사업을 수행하기 위한 경제적 연계를 참여하기 위한 유익한 자산으로 보고 있다.

## 무역
동남아시아의 대부분과 마찬가지로, 중국인들은 사회의 모든 단계에서 캄보디아 상업을 지배한다. 기업가적인 지식을 가진 중국인들은 문자 그대로 캄보디아의 경제 전체를 점령했다. 중국인들은 토착 크메르인 다수파들에 대해 엄청난 경제적 영향력을 행사하고 있으며, 중국의 경제적 활력과 번영을 유지하는 데 중요한 역할을 하고 있다. 중국인 커뮤니티는 캄보디아에서 가장 사회경제적, 정치적으로 영향력 있고 강력한 커뮤니티 중 하나이다. 이 공동체는 캄보디아의 전체 사업 부문을 지배하고 있으며, 소수 인구에 비해 경제적으로 번영하고 있다. 강력한 경제적 중요성으로, 중국인들은 사실상 중국의 전체 부유한 엘리트들을 구성한다. 이러한 구조 안에서, 경제 구조에서 한 사람의 위치가 자신의 민족적 배경에 따라 달라지는 다원 사회로서의 캄보디아이다. 게다가, 중국계 캄보디아인들은 "상업을 전통적으로 경시해 온 가난한 토착 크메르인 노동자와 하층 계급과 대조적으로, 그들은 뚜렷한 민족 공동체를 형성할 뿐만 아니라, 대체로 경제 계층을 형성한다."